# Paronymie
Van paronymie is sprake als twee of meer woorden met verschillende betekenissen in zowel uitspraak als schrift sterke overeenkomst vertonen. Dergelijke woordparen worden paroniemen genoemd. Door de gelijkenis is de kans groot dat de woorden met elkaar verward worden (wat kan leiden tot verschijnselen als catachrese).
Er is in dit geval vaak ook sprake van een zekere overlap in betekenis, maar niet volledig (zoals bij homonymie). 
Paroniemen zijn vaak etymologisch verwant, maar niet altijd. Soms hebben de woorden alleen bepaalde morfemen gemeenschappelijk (bijvoorbeeld een voorvoegsel zoals con-), terwijl tegelijkertijd de rest van het woord voor verwarring kan zorgen door een meer toevallige overeenkomst.

## Voorbeelden
Voorbeelden van paroniemen in het Nederlands: 
- conjunctie / conjunctief / conjunctuur
- conversatie / conservatie en converseren / conserveren
- algemeen / algeheel
- astronomie / astrologie
- caravan / karavaan
- koketteren / kroketteren
- Mauritanië / Mauretania (oudheid)
- Mauritanië / Mauretania (oudheid)

Voorbeelden van paroniemen in het Engels: 
- adjacent / adjoining
- ancient / antiquate
- ingenious / ingenuous